# Prenolepis darlena
Prenolepis darlena (лат.) — вид муравьёв рода Prenolepis из подсемейства Formicinae (Formicidae), включающий мелких по размеру и как правило земляных насекомых.

## Распространение
Южная Азия: Непал, Таиланд.

## Описание
Рабочие имеют длину около 3 мм, основная окраска коричневая. От близких видов отличается более одноцветной светло-коричневой окраской тела (головой, грудью и брюшком), субквадратной формой головы, и наличием отстоящих волосков на скапусе усика; у рабочих развиты три оцеллия (у Prenolepis fustinoda окраска контрастирующая с почти чёрным брюшком). Заднегрудка округлая без проподеальных шипиков. Усики длинные, у самок и рабочих 12-члениковые (у самцов усики состоят из 13 сегментов). Жвалы рабочих с 5-6 зубцами. Нижнечелюстные щупики 6-члениковые, нижнегубные щупики состоят из 4 сегментов. Голени средних и задних ног с апикальными шпорами. Стебелёк между грудкой и брюшком состоит из одного сегмента (петиоль).

## Классификация и этимология
Вид был впервые описан в 2016 году американскими мирмекологами Jason L. Williams (Entomology & Nematology Department, University of Florida, Gainesville, Флорида, США) и John S. LaPolla (Department of Biological Sciences, Towson University, Таусон, Мэриленд, США) по материалам из Непала. Видовое название Pr. darlena дано в честь матери первого автора (Darlene).